# Messier 110
Messier 110 (znana również pod oznaczeniem M110 lub NGC 205) – karłowata galaktyka eliptyczna znajdująca się w gwiazdozbiorze Andromedy w odległości 2,7 mln lat świetlnych od Ziemi.
Odkrył ją Charles Messier 10 sierpnia 1773 roku, jednak z niewiadomych powodów nie dodał jej do swego katalogu. Dopiero w 1966 Kenneth Glyn Jones dołączył ją do katalogu Messiera na ostatniej pozycji. Niezależnie od Messiera odkryła ją Caroline Herschel 27 sierpnia 1783 roku.
M110 jest najjaśniejszą galaktyką satelitarną towarzyszącą galaktyce Andromedy i należy do Grupy Lokalnej. Zawiera co najmniej dwa obłoki pyłowe oraz widoczne są w niej ślady niedawnej aktywności gwiazdotwórczej, co jest niezwykłe dla galaktyki tego typu.